# Bolbochasmops
Bolbochasmops – rodzaj stawonogów z wymarłej gromady trylobitów, z rzędu Phacopida.
Żył w okresie środkowego ordowiku.